# Las Vegas Tennis Open 2021
Il Las Vegas Tennis Open 2021 è stato un torneo maschile di tennis giocato sul cemento. È stata la 11ª edizione del torneo, facente parte della categoria Challenger 80 nell'ambito dell'ATP Challenger Tour 2021. Si è giocato al Frank and Vicki Fertitta Tennis Complex dell'UNLV a Las Vegas negli Stati Uniti, dal 25 al 31 ottobre 2021.

## Partecipanti

### Teste di serie
| Nazionalità | Giocatore        | Ranking* | Testa di serie |
| ----------- | ---------------- | -------- | -------------- |
| Stati Uniti | Steve Johnson    | 88       | 1              |
| Stati Uniti | Denis Kudla      | 91       | 2              |
| Stati Uniti | Tennys Sandgren  | 96       | 3              |
| Germania    | Daniel Altmaier  | 110      | 4              |
| Giappone    | Tarō Daniel      | 121      | 5              |
| Stati Uniti | Mitchell Krueger | 148      | 6              |
| Ecuador     | Emilio Gómez     | 151      | 7              |
| Taiwan      | Jason Jung       | 161      | 8              |

* Ranking al 18 ottobre 2021.

### Altri partecipanti
I seguenti giocatori hanno ricevuto una wild card per il tabellone principale:
- Christopher Bulus
- Aleksandar Kovacevic
- Jordan Sauer

Il seguente giocatore è entrato in tabellone come alternate:
- Stefan Kozlov

I seguenti giocatori sono passati dalle qualificazioni:
- Dayne Kelly
- Shintaro Mochizuki
- Mukund Sasikumar
- Donald Young

## Punti e montepremi
| Torneo    | Torneo              | V     | F     | SF    | QF    | 2T  | 1T  | Q | Q2  | Q1  |
| Singolare | Punti               | 80    | 48    | 29    | 15    | 7   | 0   | 4 | 2   | 0   |
| Singolare | Premi in denaro ($) | 7 200 | 4 240 | 2 510 | 1 460 | 860 | 520 | – | 260 | 130 |
| Doppio    | Punti               | 80    | 48    | 29    | 15    | –   | 0   | – | –   | –   |
| Doppio    | Premi in denaro ($) | 3 100 | 1 800 | 1 080 | 640   | –   | 360 | – | –   | –   |

## Campioni

### Singolare
Jeffrey John Wolf ha sconfitto in finale  Stefan Kozlov con il punteggio di 6–4, 6–4.

### Doppio
William Blumberg /  Max Schnur hanno sconfitto in finale  Jason Jung /  Evan King con il punteggio di 7–5, 6(5)–7, [10–5].